# Clara Basteh
Clara Basteh (París, 10 de junio de 1957) es una escritora, modelo y productora de cine francesa más conocida por ser exponente de la novela erótica gala y por Itinéraire d’une scandaleuse. Debutó en el mundo de la literatura con Quatre-vingt pour cent de poésie en 1974 publicada en el fanzine Antirouille .

## Obras
- 2006 : Téléphone Rose, Pulsions de Femmes (trabajo colectivo), Éditions Blanche
- 2007 : Itinéraire d’une scandaleuse, Éditions Blanche (reeditado por Pocket)
- 2008 : Vie d’une libertine, Éditions Blanche (reeditado por France Loisirs)
- 2008 : Photos de charme, Jouissances de Femmes (trabajo colectivo), Éditions Blanche (ISBN 978-2846281874)
- 2009 : Escapade, Rêves de Femmes (trabajo colectivo), Éditions Blanche (ISBN 978-2846282130)
- 2010 : L'antre du Maître, Folies de Femmes (trabajo colectivo), Éditions Blanche (ISBN 978-2846282437)
- 2011 : Hôtel Méridien, Secrets de Femmes (trabajo colectivo), Éditions Blanche
- 2011 : Anthologie littéraire de la fellation (trabajo colectivo), Éditions Blanche
- 2012 : Anthologie littéraire de la jouissance (trabajo colectivo), Éditions Blanche
- 2012 : Correspondance charnelle, Éditions Tabou